# Kiwis

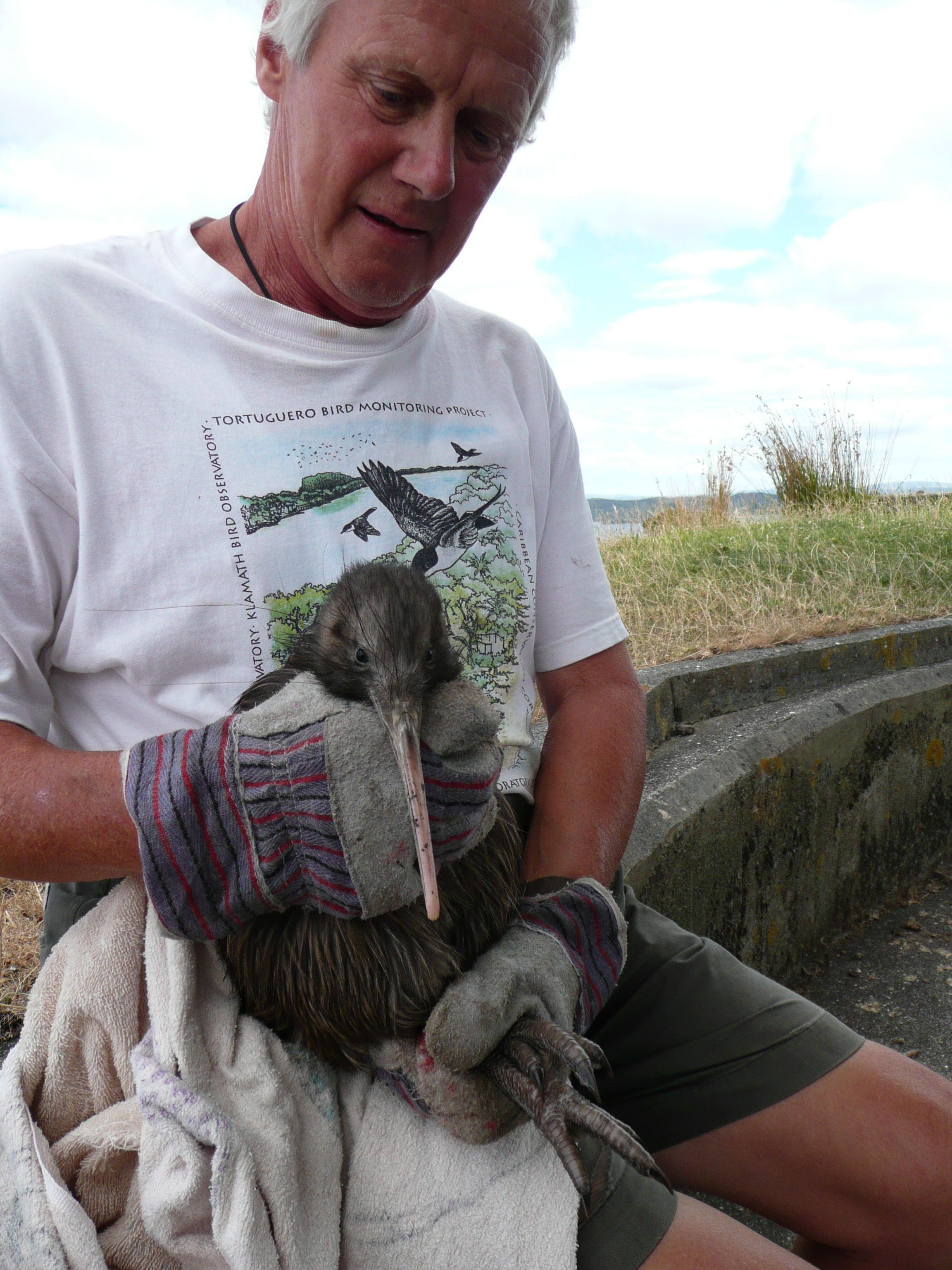
Un Kiwi tiene in mano un Kiwi

Kiwis è un nomignolo utilizzato per indicare la popolazione della Nuova Zelanda.
Inizialmente utilizzato per indicare i militari neozelandesi durante la seconda guerra boera nonché durante la prima guerra mondiale, kiwis fu poi usato per indicare la popolazione neozelandese tutta. L'Oxford English Dictionary afferma che questo viraggio avvenne per la prima volta nel 1918.
La parola viene usata anche in senso autoreferenziale, perdendo quindi ogni valenza negativa.
"Kiwi" viene usato al plurale: sicché nell'espressione two kiwis si vuole intendere due neozelandesi, mentre two kiwi indica due uccelli kiwi.